# Avrilly (Eure)
Avrilly foi uma antiga comuna francesa na região administrativa da Normandia, no departamento de Eure. Estendia-se por uma área de 7,24 km². Em 2010 a comuna tinha 1 420 habitantes (densidade: 196,1 hab./km²).
Em 1 de janeiro de 2019, passou a formar parte da nova comuna de Chambois.